# Isla Voronina
La isla o islas Voronina (en ruso: Острова Воронина Ostrov Voronina) es un grupo aislado de dos islas del Ártico, una isla más grande y la otra isla muy estrecha situada en su parte norte, separadas tan solo por un estrecho de 3 km de ancho.
La isla principal es de unos 9 km de largo y 6 km de ancho y está cubierto con vegetación de tundra y hielo. El islote del norte es estrecho, de unos 5 km de longitud y poco más de 500 metros de ancho. Estas islas se encuentran en el noreste del Mar de Kara, a unos 130 km al oeste de Severnaya Zemlya y 72 km al noreste de las islas Kirov.
El mar que rodea a estas dos islas solitarias está cubierto de hielo en el invierno y hay numerosos témpanos de hielo incluso en el verano, que dura apenas dos meses. El clima es tan gélido que hay años en que en la latitud de la isla de Voronina las aguas que rodean el mar de Kara no se derriten y se mantienen congeladas durante todo el verano.
Este grupo de islas pertenece al Krai de Krasnoyarsk, división administrativa de la Federación Rusa. Voronina es también una zona de distribución para los osos polares y forma parte del refugio de vida silvestre Gran Reserva Natural del Ártico, la mayor reserva natural del Ártico ruso.
Las Islas Voronina llevan el nombre del capitán de la Armada Soviética Vladimir Voronin. Ya que Voronina es un genitivo ruso, la combinación "Islas Voronina" es técnicamente incorrecta. Aun así, ese nombre se ha popularizado y su uso se ha extendido de esta forma por décadas y en muchos mapas y atlas moderno. Islas Voronin, que sería la forma gramaticalmente correcta de nombrar a estas islas, se utiliza muy raramente.